# Vil·la Flora
Villa Flora és un edifici de Canet de Mar (Maresme) protegit com a Bé Cultural d'Interès Local.

## Descripció
Es tracta d'una torre aïllada de planta baixa i dos pisos, amb una porteria independent a l'entrada, de 1920. Té un jardí molt gran que continua a l'altre costat de la riera, amb una gran porta d'entrada. Dins el jardí hi ha templets i fonts i altres elements arquitectònics. L'edifici té influències de diferents estils, ja que l'autor era un home que viatjava molt. Destaca la influència del Secessionisme vienès.